# Saint-Quentin-de-Blavou
Saint-Quentin-de-Blavou là một xã thuộc tỉnh Orne trong vùng Normandie tây bắc nước Pháp. Xã này nằm ở khu vực có độ cao trung bình 218 mét trên mực nước biển.